# ناحیه رأس الماء
ناحیه رأس الماء (به عربی: دائرة رأس الماء) یک ناحیه در الجزایر است که در استان سیدی بلعباس واقع شده‌است.